# Kōji Kakuta
Kōji Kakuta (jap. 角田 幸司, Kakuta Kōji; * 11. Oktober 1951) ist ein ehemaliger japanischer Skispringer.

## Werdegang
Sein internationales Debüt gab er bei der Vierschanzentournee 1972/73. Nach Platz 35 auf der Schattenbergschanze in Oberstdorf, sprang er in Garmisch-Partenkirchen auf den 51. Platz. In Innsbruck und Bischofshofen landete er nur auf den Plätzen 40 und 46. In der Gesamtwertung belegte Kakuta mit 735,1 Punkten punktgleich mit dem Schweden Christer Karlsson auf dem 42. Platz. Nach einem Jahr Pause startete er bei der Vierschanzentournee 1974/75. Dabei konnte er seine Leistungen zu seiner letzten Saison deutlich steigern. Bestes Ergebnis war Rang 15 auf der Paul-Außerleitner-Schanze in Bischofshofen. Die Gesamtwertung schloss er als 27. ab.
Sein letztes internationales Turnier bestritt er mit dem Start bei den Olympischen Winterspielen 1976 in Innsbruck. Dabei landete er von der Normalschanze punktgleich mit dem Finnen Harri Blumén auf Platz 29.

## Erfolge

### Vierschanzentournee-Platzierungen
| Saison  | Platz | Punkte |
| ------- | ----- | ------ |
| 1972/73 | 42.   | 735,1  |
| 1974/75 | 27.   | 767,5  |